# Vương Khải (Đông Tấn)
Vương Khải (chữ Hán: 王恺, ? – ?), tự Mậu Nhân, người Tấn Dương, Thái Nguyên , quan viên, danh sĩ cuối đời Đông Tấn.

## Thân thế
Khải là thành viên của sĩ tộc họ Vương ở quận Thái Nguyên, ông tổ 5 đời là Vương Sưởng, làm đến Tư không nhà Tào Ngụy.
Ông kỵ là Vương Trạm – em trai của Tư đồ Vương Hồn nhà Tây Tấn, làm đến Nhữ Nam nội sử.
Ông cụ là Vương Thừa – con trai kế tự của Vương Trạm, được phong tước Lam Điền huyện hầu. Thừa được sử cũ ca ngợi là Trung hưng đệ nhất danh sĩ, xếp trên tất cả danh sĩ nhà Đông Tấn là bọn Vương Đạo, Vệ Giới, Chu Ỷ,...
Ông nội là Vương Thuật – con trai kế tự của Vương Thừa, làm đến Thượng thư lệnh, Vệ tướng quân nhà Đông Tấn.
Cha là Vương Thản Chi – con trai kế tự của Vương Thuật, cùng Tạ An làm đại thần phụ chánh đầu thời Hiếu Vũ đế.

## Cuộc đời
Khải là con trai trưởng, được tập tước của cha. Khải và các em trai đều sớm nhận được quan giai thanh cao; cuối thời Hiếu Vũ đế, ông được làm Thị trung, lĩnh chức Hữu vệ tướng quân, có nhiều đóng góp. Bấy giờ em họ của Khải là Vương phi của Cối Kê vương Tư Mã Đạo Tử, em kế Vương Du là con rể của Hoàn Ôn, nên anh em Khải được giàu sang, đương thời không gia đình nào bì kịp.
Vương Cung liên minh với Hoàn Huyền, Ân Trọng Kham dấy binh uy hiếp triều đình, đánh tiếng đòi trị tội gian thần là Vương Quốc Bảo – em ba của Khải; Khải, Vương Du đều xin cởi chức, còn quyền thần Tư Mã Đạo Tử bức tử Quốc Bảo để xoa dịu Vương Cung. Khải, Du lấy cớ Quốc Bảo với mình khác mẹ, quan hệ không hòa hợp, nên tránh được vạ.
Sau cái chết của Quốc Bảo, Vương Cung lui binh, Tư Mã Đạo Tử cho Khải ra làm Ngô Quận nội sử, ít lâu triệu ông về làm Đan Dương doãn. Bọn Vương Cung dấy binh lần thứ 2, Khải nhận lệnh đem binh ra giữ Thạch Đầu. Sau khi Vương Cung bị xử chém, Khải trở ra Ngô Quận.
Khải bệnh mất, không rõ khi nào, được truy tặng làm Thái thường.